# NHL (1939/1940)
Sezon NHL 1939-1940 był 23. sezonem ligi NHL. Siedem zespołów rozegrało po 48 meczów w sezonie zasadniczym. Puchar Stanleya zdobyła drużyna New York Rangers.

## Sezon zasadniczy
M = Mecze, W = Wygrane, P = Przegrane, R = Remisy, PKT = Punkty, GZ = Gole Zdobyte, GS = Gole Stracone, KwM = Kary w minutach
| Drużyna             | M  | W  | P  | R  | PKT | GZ  | GS  | KwM |
| ------------------- | -- | -- | -- | -- | --- | --- | --- | --- |
| Boston Bruins       | 48 | 31 | 12 | 5  | 67  | 170 | 98  | 330 |
| New York Rangers    | 48 | 27 | 11 | 10 | 64  | 136 | 77  | 520 |
| Toronto Maple Leafs | 48 | 25 | 17 | 6  | 56  | 134 | 110 | 485 |
| Chicago Black Hawks | 48 | 23 | 19 | 6  | 52  | 112 | 120 | 351 |
| Detroit Red Wings   | 48 | 16 | 26 | 6  | 38  | 90  | 126 | 250 |
| New York Americans  | 48 | 15 | 29 | 4  | 34  | 106 | 140 | 236 |
| Montreal Canadiens  | 48 | 10 | 33 | 5  | 25  | 90  | 167 | 338 |

### Najlepsi strzelcy
| Zawodnik       | Drużyna             | Mecze | Bramki | Asysty | Punkty |
| -------------- | ------------------- | ----- | ------ | ------ | ------ |
| Milt Schmidt   | Boston Bruins       | 48    | 22     | 30     | 52     |
| Woody Dumart   | Boston Bruins       | 48    | 22     | 21     | 43     |
| Bobby Bauer    | Boston Bruins       | 48    | 17     | 26     | 43     |
| Bill Cowley    | Boston Bruins       | 48    | 13     | 27     | 40     |
| Gordie Drillon | Toronto Maple Leafs | 43    | 21     | 19     | 40     |
| Bryan Hextall  | New York Rangers    | 48    | 24     | 15     | 39     |

## Playoffs

### Ćwierćfinały
| Toronto Maple Leafs – Chicago Blackhawks      | Toronto Maple Leafs – Chicago Blackhawks | Toronto Maple Leafs – Chicago Blackhawks | Toronto Maple Leafs – Chicago Blackhawks | Toronto Maple Leafs – Chicago Blackhawks | Toronto Maple Leafs – Chicago Blackhawks | Toronto Maple Leafs – Chicago Blackhawks |
| Data                                          | Wyjazd                                   | Wyjazd                                   | Dom                                      | Dom                                      |                                          |                                          |
| --------------------------------------------- | ---------------------------------------- | ---------------------------------------- | ---------------------------------------- | ---------------------------------------- | ---------------------------------------- | ---------------------------------------- |
| 19 marca                                      | Chicago                                  | 2                                        | 3                                        | Toronto                                  | Po dogrywce                              |                                          |
| 21 marca                                      | Toronto                                  | 2                                        | 1                                        | Chicago                                  |                                          |                                          |
| Toronto wygrało 2:0 i awansowało do półfinału |                                          |                                          |                                          |                                          |                                          |                                          |

| Detroit Red Wings – New York Americans        | Detroit Red Wings – New York Americans | Detroit Red Wings – New York Americans | Detroit Red Wings – New York Americans | Detroit Red Wings – New York Americans | Detroit Red Wings – New York Americans | Detroit Red Wings – New York Americans |
| Data                                          | Wyjazd                                 | Wyjazd                                 | Dom                                    | Dom                                    |                                        |                                        |
| --------------------------------------------- | -------------------------------------- | -------------------------------------- | -------------------------------------- | -------------------------------------- | -------------------------------------- | -------------------------------------- |
| 19 marca                                      | NY Americans                           | 1                                      | 2                                      | Detroit                                | Po dogrywce                            |                                        |
| 22 marca                                      | Detroit                                | 4                                      | 5                                      | NY Americans                           |                                        |                                        |
| 24 marca                                      | NY Americans                           | 1                                      | 3                                      | Detroit                                |                                        |                                        |
| Detroit wygrało 2:1 i awansowało do półfinału |                                        |                                        |                                        |                                        |                                        |                                        |

### Półfinały
| New York Rangers – Boston Bruins                             | New York Rangers – Boston Bruins | New York Rangers – Boston Bruins | New York Rangers – Boston Bruins | New York Rangers – Boston Bruins | New York Rangers – Boston Bruins |
| Data                                                         | Wyjazd                           | Wyjazd                           | Dom                              | Dom                              |                                  |
| ------------------------------------------------------------ | -------------------------------- | -------------------------------- | -------------------------------- | -------------------------------- | -------------------------------- |
| 19 marca                                                     | Boston                           | 0                                | 4                                | NY Rangers                       |                                  |
| 21 marca                                                     | NY Rangers                       | 2                                | 4                                | Boston                           |                                  |
| 24 marca                                                     | NY Rangers                       | 3                                | 4                                | Boston                           |                                  |
| 26 marca                                                     | Boston                           | 0                                | 1                                | NY Rangers                       |                                  |
| 28 marca                                                     | NY Rangers                       | 1                                | 0                                | Boston                           |                                  |
| 30 marca                                                     | Boston                           | 1                                | 4                                | NY Rangers                       |                                  |
| NY Rangers wygrał 4:2 i awansował di finału Pucharu Stanleya |                                  |                                  |                                  |                                  |                                  |

| Toronto Maple Leafs – Detroit Red Wings                     | Toronto Maple Leafs – Detroit Red Wings | Toronto Maple Leafs – Detroit Red Wings | Toronto Maple Leafs – Detroit Red Wings | Toronto Maple Leafs – Detroit Red Wings | Toronto Maple Leafs – Detroit Red Wings |
| Data                                                        | Wyjazd                                  | Wyjazd                                  | Dom                                     | Dom                                     |                                         |
| ----------------------------------------------------------- | --------------------------------------- | --------------------------------------- | --------------------------------------- | --------------------------------------- | --------------------------------------- |
| 28 marca                                                    | Detroit                                 | 1                                       | 2                                       | Toronto                                 |                                         |
| 30 marca                                                    | Toronto                                 | 3                                       | 1                                       | Detroit                                 |                                         |
| Toronto wygrało 2:0 i awansowało do finału Pucharu Stanleya |                                         |                                         |                                         |                                         |                                         |

### Finał Pucharu Stanleya
| New York Rangers – Toronto Maple Leafs           | New York Rangers – Toronto Maple Leafs | New York Rangers – Toronto Maple Leafs | New York Rangers – Toronto Maple Leafs | New York Rangers – Toronto Maple Leafs | New York Rangers – Toronto Maple Leafs | New York Rangers – Toronto Maple Leafs |
| Data                                             | Wyjazd                                 | Wyjazd                                 | Dom                                    | Dom                                    |                                        |                                        |
| ------------------------------------------------ | -------------------------------------- | -------------------------------------- | -------------------------------------- | -------------------------------------- | -------------------------------------- | -------------------------------------- |
| 2 kwietnia                                       | Toronto                                | 1                                      | 2                                      | NY Rangers                             | Po dogrywce                            |                                        |
| 3 kwietnia                                       | Toronto                                | 2                                      | 6                                      | NY Rangers                             |                                        |                                        |
| 6 kwietnia                                       | NY Rangers                             | 1                                      | 2                                      | Toronto                                |                                        |                                        |
| 9 kwietnia                                       | NY Rangers                             | 0                                      | 3                                      | Toronto                                |                                        |                                        |
| 11 kwietnia                                      | NY Rangers                             | 2                                      | 1                                      | Toronto                                | Po dogrywce                            |                                        |
| 13 kwietnia                                      | NY Rangers                             | 3                                      | 2                                      | Toronto                                | Po dogrywce                            |                                        |
| NY Rangers wygrało 4:2 i zdobyło Puchar Stanleya |                                        |                                        |                                        |                                        |                                        |                                        |

## Nagrody
| Art Ross Trophy:           | Milt Schmidt, Boston Bruins         |
| Calder Memorial Trophy:    | Kilby MacDonald, New York Rangers   |
| Hart Memorial Trophy:      | Ebbie Goodfellow, Detroit Red Wings |
| Lady Byng Memorial Trophy: | Bobby Bauer, Boston Bruins          |
| Vezina Trophy:             | Dave Kerr, New York Rangers         |